# Raizo.W
Raizo.W（ライゾー・ダブリュー）は、日本のミュージシャン、作詞家、作曲家、コラムニスト。ソロユニットBiedronka（ビエドロンカ）としても活動している。所属はビーシャープ。音楽作家としては、レインボウソングスとマネジメント提携している。

## 来歴・人物
バンド活動を経てraizo名義でピアノ弾き語り等のソロ活動をしていたが、2010年に名字のイニシャル「W」をつける格好でRaizo.Wとした。母は映画評論家の和久本みさ子。幼少期に他界した父はNHKの番組制作に携わっていた。
音楽作家として楽曲提供をする中で、作風によって名義を変えるなど、公表していない名義も含めると数種類のペンネームを使い分けている模様。また、自身の活動としては2012年11月、ソロプロジェクトであるBiedronka（ビエドロンカ）として、キングレコードよりCDをリリース。小説家の坂上弘より「異色のシンガーソングライター」と評され、帯コメントをもらう。また、コラムニストとしては、映画コラムの連載も一時期おこなっており、東京国際映画祭で来日した監督に時折インタビューする場面もあった。

## 楽曲提供（主にRaizo.W名義のもの）

### 映画・テレビ
- famille〜フランスパンと私〜
  - 主題歌「SWEAR～不器用な愛と言葉～」（作曲/別名義）
- キッズ劇場ピース（テレビ神奈川）
  - オープニング「おはようピース」（作詞・作曲）歌：宮本佳那子
  - エンディング「ここにいるよ」（作詞・作曲）歌：宮本佳那子
  - オープニング「ぐっ・もー！」（作詞・作曲）歌：宮島咲良
- スーパー戦隊シリーズ
  - 特命戦隊ゴーバスターズ
    - 「ジュマペルエンター」（作曲）歌：エンター（CV：陣内将）
    - 「マピュース　レクイエム」（作詞・作曲）歌：エンター＆エスケイプ（CV：陣内将&水崎綾女）
    - 「動物戦隊ゴーバスターズ」（作曲）歌：山形ユキオ

  - 獣電戦隊キョウリュウジャー
    - 「闘え!キョウリュウジャー」（作曲）歌：谷本貴義

  - 烈車戦隊トッキュウジャー
    - 「シュッシュッポッポ! トッキュウジャー」（作詞・作曲）歌：串田アキラ
    - 「Darkness〜闇の勇者〜」（作曲）歌：ネロ男爵（CV：福山潤）

  - 宇宙戦隊キュウレンジャー
    - 「ブラボー!イエロー!」（作詞・作曲）歌：カジキイエロー/スパーダ（CV：榊原徹士）

  - 快盗戦隊ルパンレンジャーVS警察戦隊パトレンジャー
    - 「哀愁のコレクション」（作詞・作曲）歌：大西洋平）

  - ナンバーワン戦隊ゴジュウジャー
    - 「パーリーピーポー音頭」（作詞・作曲・編曲）歌：ゴジュウイーグル/猛原禽次郎（CV:松本仁）
- 新テニスの王子様
  - 「比嘉チャンプルー」（作曲）歌：比嘉オールスターズ
- アリス・ギア・アイギス
  - 「愛じゃなくちゃ」（作詞・作曲・編曲）歌：下落合桃歌（CV：谷口夢奈）
- SHIRANAMI5
  - 「iroha」（作詞・作曲）歌：YAMATO（CV:矢口恭平）
- MIX MEISEI STORY 2nd SEASON 〜二度目の夏、空の向こうへ〜
  - 「今この瞬間を」（作曲）歌：Little Glee Monster

### 歌手
- 江頭ひなた
  - 「明日へヤッホー！」（作曲）
  - 「アリオ体操」（作詞・作曲）
    - アリオ札幌CMソング
- emie
  - 「ナナイロの恋」（作曲）
  - 「まんまるビーズ」（作曲）
  - 「ソライロリボン」（作詞・作曲※作詞は共作）
  - 「ねぇ」（作曲）
  - 「あの日のタンポポ」（作曲）
- 高橋広樹
  - 「NOCTURNE」（作曲）
- 花見桜こうき
  - 「浪花咲き」（作詞・作曲・編曲）
- BIG SPEAR(浜田ブリトニーと兵庫リアーナのユニット）
  - 「夢夢☆REAL」（作曲/別名義）
  - 「アマカラ人生」（作曲/別名義）
- 兵庫ゆかり
  - 「Shining Road」（作曲）
- フレンチ・キス
  - 「あまのじゃく」（作曲）
- BOSO娘
  - 「絶対↑アンビシャス」（作詞）
- Maria
  - 「and GO！」（作詞・作曲）
  - 「テッペン☆GIRL」（作詞・作曲）
- 宮本佳那子
  - 「おはようピース」（作詞・作曲）
  - 「ここにいるよ」（作詞・作曲）
  - 「素顔のままで」（作曲）
  - 「Special day」（作曲）
  - 「たんぽぽ」（作曲）
  - 「ビタミンLOVE」（作曲）
- ラストアイドル
  - 「窓辺で歌いたい」（作曲・編曲/編曲は共作）
- Little Glee Monster
  - 「今この瞬間を」（作曲）

### ゲーム
- スーパードラゴンボールヒーローズ（谷本貴義&五條真由美&YOFFY（Dragon Soul））
  - 「スーパードラゴンボールヒーローズ　ビッグバンミッション　テーマソング」（作曲）
- ドラゴンボールフュージョンズ（谷本貴義&うちやえゆか ）
  - テーマソング「マキシフュージョン」（作詞・作曲・編曲/※編曲は共作）

## エッセイ・コラム
- BBCワールドワイドジャパン「loveearth.com」- ドローイングとエッセイの連載（2008年 - 2009年）
- Yahoo!「Yahoo!JAPANアースプロジェクト」- ドローイングとエッセイの連載（2009年）
- WEB情報誌「ecolusso」-「突撃レポーター Raizo.Wがいく」連載（2009年 - 2013年）
- WEB情報誌「ecolusso」-「CINETHOLOGY（シネソロジー）」連載（2013年 - 2016年）